# 아에로 익스프레스
아에로 익스프레스(ООО «Аэроэкспресс»)은 러시아에서 공항철도를 운영하는 회사이다. 이전 카잔, 소치, 블라디보스토크의 3개 도시의 공항철도도 운영하고 있었지만, 현재는 모스크바 3공항 (셰레메티예보, 도모데도보, 부누코보)와 공항 연락 철도만을 운영하고있다. 2012년의 연간 이용자 수는 1740만명이었다.

## 노선
- 모스크바
  - 셰레메티예보 - 벨로루스키 역
  - 도모데도보 - 파벨레츠키 역
  - 부누코보 - 키옙스키 역
- 카잔 : 카잔 국제공항 - 카잔 역
- 소치 : 소치 국제공항 - 소치 역

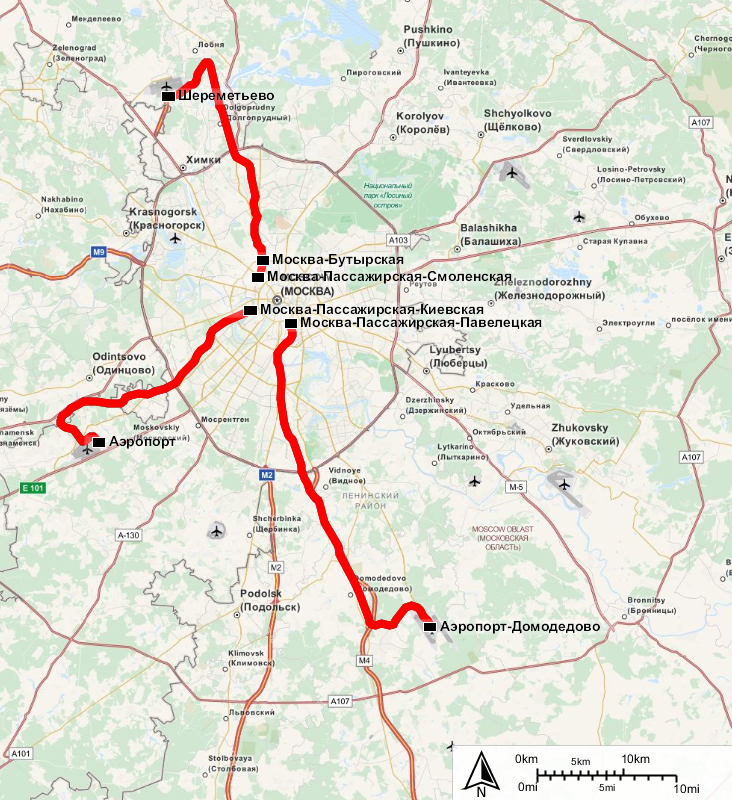
모스크바의 아에로 익스프레스 운행 노선 (interactive map)

- 블라디보스토크 : 블라디보스토크 국제공항(크네비치 역) - 우골나야 역 - 블라디보스토크 역